# دانيال إيفرت
دانيال إيفرت (بالإنجليزية: Daniel Everett)‏ هو لغوي أمريكي، ولد في 26 يوليو 1951 في هولتفيلي في الولايات المتحدة.

## وصلات خارجية
- الموقع الرسمي